# Neoclassicismo (musica)
Il neoclassicismo musicale è un termine che fa riferimento a una corrente della musica colta che si è affermata fra gli anni venti e trenta del Novecento, in opposizione alle sperimentazioni atonali e dodecafoniche; i neoclassici rifiutavano anche le poetiche sentimentalistiche ed espressive proprie della musica romantica, rivolgendosi piuttosto ai grandi modelli sonori e tecnici rinascimentali (Monteverdi, Gesualdo ecc.), barocchi (Bach, Vivaldi ecc.), e classicisti (Mozart, Haydn ecc.).
Per quanto riguarda i soggetti e i libretti musicati, vi è una più ampia attenzione a fonti letterarie antiche, tratte dal mito greco-romano (Oedipus Rex di Igor' Stravinskij), medievale (Carmina Burana di Carl Orff) o rinascimentale (Diana de Poitiers di Jacques Ibert).

## Caratteristiche

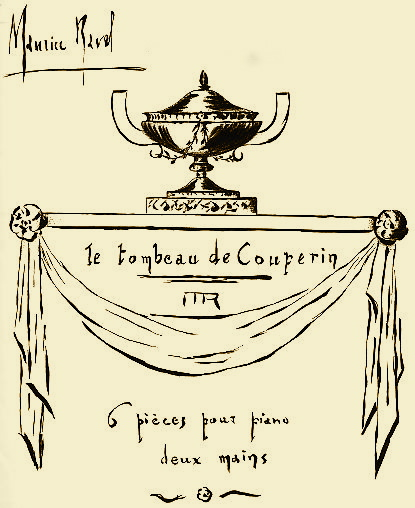
Frontespizi

Il neoclassicismo si caratterizza per:
- il recupero della tradizione e del rapporto col pubblico;
- il superamento delle ingerenze extra-musicali per un ritorno a una forma più pura, autonoma, in cui la musica abbandoni le sue velleità filosofiche o morali per tornare alla sua dimensione autosufficiente e indipendente rispetto ad altre arti o conoscenze, a farsi "gioco", "intuizione", "stile" o Art pour l'Art;
- un'esigenza di razionalità, oggettività, rigore espressivo, equilibrio della forma, tutte cose che la musica romantica aveva superato nella sua poetica fortemente soggettivizzante, nonché aperta a contaminazioni provenienti da altri campi artistici come la letteratura o la pittura.

In un importante documento del 1920, Ferruccio Busoni aveva definito così la sua idea di neoclassicismo:

## Realizzazione
Gianfranco Vinay distingue cinque modi in cui i propositi neoclassici vengono realizzati dai diversi compositori:
1. Rievocazione di una stagione "classica" intesa come mitica età di purezza e di trasparenza linguistica non contaminata da influssi romantico-tedeschi (ad es. Le tombeau de Couperin di Maurice Ravel)
2. Deformazione ironico-grottesca della tradizione (ad es. la Sonatine bureaucratique di Erik Satie)
3. Restauro di un'opera del passato strumentata e riadattata al gusto moderno (ad es. la Suite française di Francis Poulenc)
4. Parodia nel senso di ricalco di una tradizione classica (ad es. la Sinfonia Classica di Prokofiev)
5. Pastiches collagistici di brani di uno o più autori del passato in suites sinfoniche (ad es. le Antiche danze per liuto di Ottorino Respighi).

## Prodromi
Il neoclassicismo raggiunge piena affermazione negli anni Venti del Novecento, ma ha illustri precursori ottocenteschi, tra i quali può essere annoverato Johannes Brahms. Con il suo pressoché totale rifiuto della musica a programma, nonché con la sua aspirazione estetica di un ritorno alle scuole organistiche dell'antica tradizione tedesca, a modelli quindi di più posato e riflessivo contegno espressivo e formale, Brahms rappresenterà da un lato la controparte "classicista" o conservatrice della corrente romantica contrapposta alle istanze innovative di Liszt e Wagner, e dall'altro un'alternativa al cromatismo intenso dell'opera wagneriana. Tale distinzione non deve comunque assumere i toni di una netta scissione, in quanto molti studiosi hanno recentemente rilevato notevoli affinità nei trattamenti armonici delle opere di Brahms e Wagner.
Interessanti  riscontri ottocenteschi di molte scelte estetiche neoclassiche, sono rilevabili nell'opera Il bello musicale (1859) di Eduard Hanslick, critico musicale che prenderà parte attiva nel dibattito tardo-ottocentesco schierandosi a fianco di Brahms, a sfavore di Bruckner e Wagner, rivendicando l'impossibilità della musica ad esprimere concetti, idee o sentimenti, ad esprimere cioè qualcosa di diverso da sé.